# Игор Ђурић
Игор Ђурић (Исток, 26. јануар 1968) српски је писац.

## Дела
- „Недовршене песме“, збирка песама, Исток, Омладински савет (1997)
- „Неки други Немци“, Хвосно број 43 (2005)
- „Где су лешеви?“, Хвосно број 44 (2005)
- „Кад риче брадавичасто прасе“„“, Хвосно број 46 (2005)
- „Колона“, роман, Дом културе Свети Сава, Исток (2005)
- Косценариста за документарни филм „Остала је реч“;
- „Прави филм је бајка“, Хвосно број 51 (2006)
- „Плаче ли она лоза“, Хвосно број 52 (2007)
- „Расељеник“, роман, интернет издање (2004)[1]
- „Српска усплахиреност“, Хвосно број 53, (2007)
- „Источке приче“, збирка прича, УГ Извор-Исток (2009)
- „Једна година у Њујорку“, путопис, интернет издање
- „Четири приче“, приче
- „Мој Исток испод Мокре Горе“, Хвосно број 61 (2009)
- „Метохија и Косово“, збирка есеја, ЈРЈ, Земун 2010;
- „Источки есесовац“, Хвосно број 64, 2010;
- „Рас“, зборник за препород рашке области (2010)
- „Сунчан дан“, Зборник Светлост кресива, Житиште (2010)
- „Замало први пут“, Збирка кратких прича, Алма, Београд (2011)
- Приказ књиге Ћеле кула, Антонио Еванђелиста, Лестве број 2 (2012)
- „Клинички живот“, роман, Стара књига (2012)
- „Одрицање од Србије“, Лестве број 3 (2012)
- „Страх“, Лестве број 4 (2012)
- „Источке приче“, Сентиментална историја једне вароши, Свети Сава, Косовска Митровица (2013)
- „Људи моји“, збирка песама о паланачким карактерима, Стара књига (2013)
- "Стварно се (само) први пут", Најбоље кратке приче, АЛМА, Београд, (2014)
- "Из Источких прича", Лестве број 9 (2015)
- "Сви су мучени па убијени", Часопис Незаборав, број 5, август (2015)
- Роман „Време злих пастрмки - породична историја потомака куће од камена - породична басна”, Лестве, Косовска Митровица, (2016)
- Роман „Девети круг Светог краља – Изопачено време велике деветке”, роман, Капија, Лазаревац, (2017)
- "Логор Дечани 1947-1952", Лестве, број 15, 2020;
- „Дневник књиговође: завршни рачун”, роман, Лестве, Косовска Митровица, (2021);
- „Доктор Владимир Сергејевич Чистов у Краљевини Срба, Хрвата и Словенаца/Југославији”, (Игор Ђурић и Момир Нинковић), Зборник научних радова „Руска емиграција на Балкану”, Институт националне историје Московског универзитета Ломоносов, (2022);
- "Бели Руси у Метохији – Породица Чистов у Истоку (1928–1940)",  (Игор Ђурић и Момир Нинковић), "Ми и други кроз визуру Косова и Метохије: тематски зборник научних радова", Књ. 3,  Лепосавић : Институт за српску културу, 2024,  --978-86-82736-05-9;
- Републици Српској, Српски ратник, број 29, ISSN 2683-6181, децембар 2024;
- Књига поезије „Антологијски стих песника лошег (и мртвог)“, Лестве, Косовска Митровица, 2025;
- Косово, Српски ратник, број 30, ISSN 2683-6181, фебруар 2025;
- Србија, Српски ратник, број 31,  ISSN 2683-6181, април 2025;
- Борба за Косово - васпитање деце, Српски ратник, број 32, ISSN 2683-6181, јун 2025;